# Der blaue Engel (1959)
Der blaue Engel ist ein US-amerikanisches Filmdrama von Edward Dmytryk aus dem Jahr 1959, entstanden nach der 1905 publizierten Romanvorlage Professor Unrat von Heinrich Mann. Diese Produktion ist eine Neuverfilmung des deutschen Tonfilmklassikers Der blaue Engel aus dem Jahr 1930 von Josef von Sternberg. Curd Jürgens übernahm in der Neuverfilmung die Rolle von Emil Jannings, während May Britt den Part von Marlene Dietrich spielte. Die Handlung wurde der Moderne angepasst und in die 1950er Jahre verlegt.

## Handlung
In einer Kleinstadt der Bundesrepublik, Ende der 1950er Jahre, unterrichtet Professor Immanuel Rath, ein etwas verschrobener und weltfremder Mann, der den Kontakt zur Moderne verloren zu haben scheint. Seine Studenten nehmen ihn nicht sonderlich ernst, sie nennen ihn abfällig „Unrat“. Schockiert entdeckt der alternde Hochschullehrer eines Tages, dass einige seiner Schüler ein Etablissement besuchen, das Der blaue Engel heißt und eine ziemliche Kaschemme ist. Rath vermutet einen schweren Fall von Sittenlosigkeit, die er sowieso überall vermutet, und will sich vor Ort ein eigenes Bild machen.
Dabei gerät er rasch in die Fänge der Tingeltangel-Sängerin Lola-Lola, einer verführerischen jungen Frau, die über ihre Wirkung auf die Männerwelt nur allzu gut Bescheid weiß. Anstatt seine Studenten auf den Pfad von Sitte und Moral zurückzuführen, gerät Prof. Rath immer mehr in den Bann der blonden, langbeinigen „Sirene“. Es dauert nicht lang, da ist sein sozialer Niedergang unausweichlich: Erst verliert Rath seine Anstellung, anschließend sein Geld und schließlich seinen Rest an Würde. Der Weg in die Gosse scheint unausweichlich.

## Produktionsnotizen

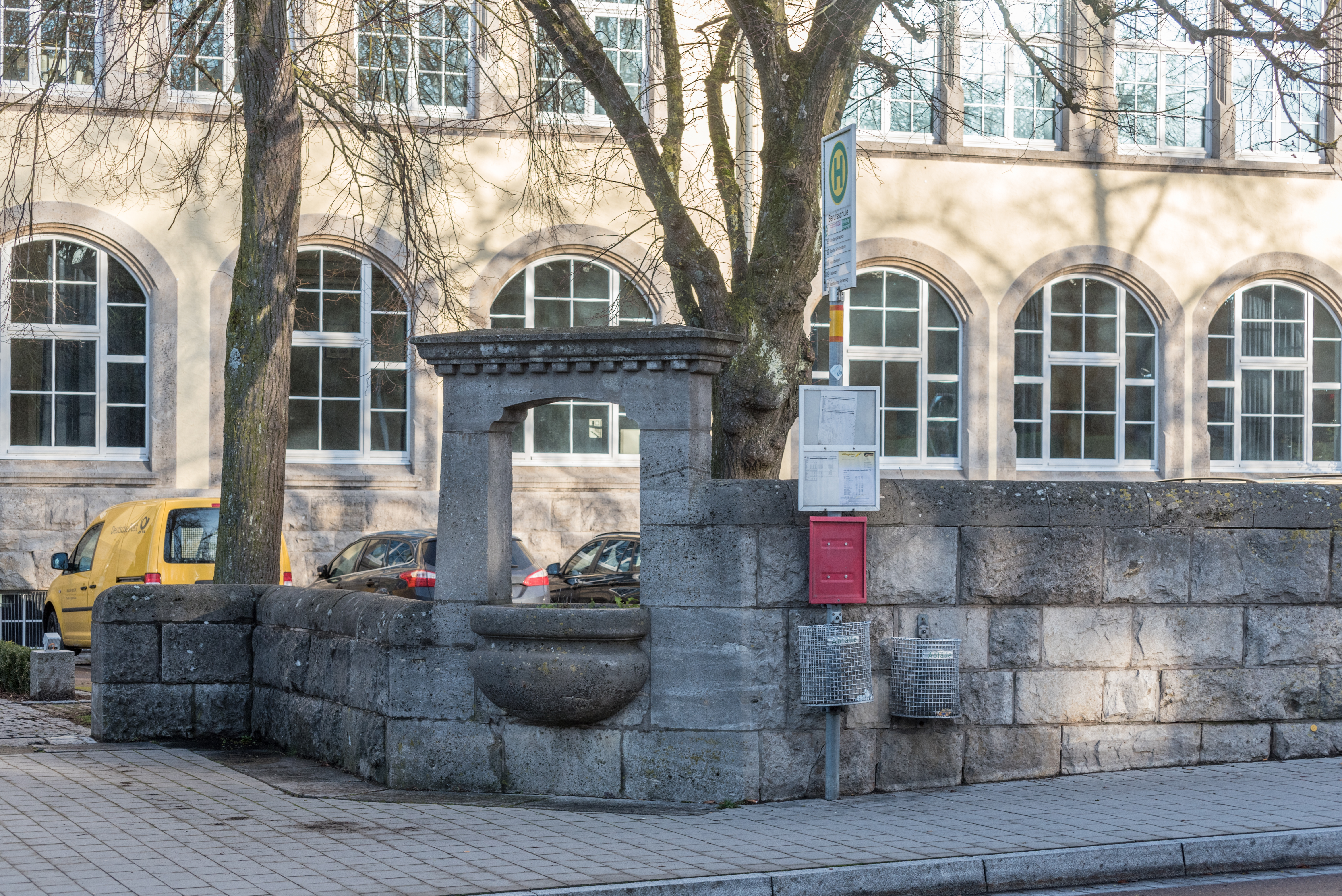
Im Film zu sehen: der Brunnen an der heutigen Berufsschule

Der blaue Engel wurde am 4. September 1959 in New York uraufgeführt und lief, nach Premieren in Großbritannien, Japan, Finnland, Schweden und Australien am 30. Oktober 1959 auch in Deutschland an.
Lyle R. Wheeler und Maurice Ransford schufen die Filmbauten, Walter M. Scott sorgte für die Ausstattung. Adele Balkan entwarf die Kostüme, Hermes Pan zeichnete als Choreograph für die Tänze verantwortlich. Peter Berling assistierte Regisseur Dmytryk bei seinen Aufnahmen in Deutschland. Obwohl zu Anfang des Films das Panorama von Passau eingeblendet wird, entstanden die Außenaufnahmen vornehmlich in Rothenburg ob der Tauber. Zu sehen sind u. a. das berühmte Plönlein, das Heringsbronnengässchen, die Burggasse, der Straßenzug Alter Keller beim Markusturm, die Rödergasse mit dem Röderbogen und das ehemalige Reichsstadtgymnasium (heute Berufsschule). Eine weitere Szene wurde im Münchner Hofgarten beim Dianatempel gedreht.

## Kritiken
Die Kritiken fielen bei diesem Remake, besonders angesichts des legendären Originals, geradezu verheerend aus. Nachfolgend eine kleine Auswahl:
Der Movie & Video Guide empfand Der blaue Engel als ein „desaströses Remake“.
Halliwell’s Film Guide nannte die Neuverfilmung „einen unklugen Versuch in Sachen Realismus“ und nannte das Ergebnis eine „unbeabsichtigte Farce“.

„Stark sentimentale und veräußerlichte amerikanische Neuverfilmung von Josef von Sternbergs Meisterwerk, die in keiner Weise an das Original heranreicht.“